# Begonia siccacaudata
Espèce
Begonia siccacaudata est une espèce de plantes de la famille des Begoniaceae.
L'espèce fait partie de la section Petermannia.
Elle a été décrite en 2000 par Jan Doorenbos (1921-).

## Répartition géographique
Cette espèce est originaire du pays suivant : Indonésie.